# Велика пећина
Велика пећина је пећина која се налази поред засока Кукричје, у Фатничком пољу, општина Билећа, Република Српска, БиХ.
Велика пећина је најдужа истражена пећина у Републици Српској, а њена укупна дужина износи 2.800 метара. Два језера Велике пећине су станишта риба гаовица. Ова пећина је под заштитом Завода за заштиту културно историјског и природног насљеђа Републике Српске, и спада у природно добро II категорије.